# Кирнан, Бен
Бенеди́кт Ф. Кирнан (англ. Benedict F. Kiernan; род. 1953, Мельбурн, Австралия) — австралийский историк, профессор истории Общества А. Уитни Грисволда, профессор международных и ареальных исследований Йельского университета (США). Основатель и директор университетской программы по изучению геноцида в Камбодже (1994—1999), руководитель проекта по Восточному Тимору (2000—2002). Признанный эксперт в области исследования геноцида и преступлений против человечности, автор множества научных работ и статей о Юго-восточной Азии и по истории геноцида.

## Биография
Бенедикт Ф. Кирнан родился в 1953 году в Мельбурне (Австралия). Ещё в молодости он впервые посетил Камбоджу. Ему посчастливилось уехать из страны до победы «красных кхмеров» в апреле 1975 года. Какое-то время после отъезда из Камбоджи Кирнан сомневался в масштабах геноцида, однако по прошествии трех лет резко изменил своё мнение. Причиной такого перелома стала череда встреч с камбоджийскими беженцами, поведавших ему об ужасах полпотовского режима. В это время Кирнан стал активно изучает кхмерский язык, много работает с очевидцами, опрашивает свидетелей тех страшных событий как в самой Камбодже, так и за её пределами. Результатами его кропотливого труда стали ряд научных работ и публикаций на тему геноцида в Камбодже.
В начале 80-х годов Кирнан совместно с американским ученым Грегори Стэнтоном начинают сбор материалов для суда над лидерами Красных Кхмеров. Под руководством Дэвида П. Чэндлера в 1983 году Кирнан получает докторскую степень в университете Монаша (Австралия), а в 1990 году поступает на исторический факультет Йельского университета. В 1994 году он основывает программу по изучению геноцида в Камбодже (англ. Cambodian Genocide Program, CGP). Став её руководителем, теперь уже профессор Кирнан получил ряд грантов (общей суммой около 2 млн долл. США) на изучение и документирование преступлений режима Пол Пота. Спустя год, под его руководством в Пномпене был основан Центр документации Камбоджи.

### Личная жизнь
Бен Кирнан женат. Его супруга — специалист по истории американского Юга, — Гленда Гилмор.

## Избранные публикации и награды
В статье, опубликованной в журнале The Walrus, Бен Кирнан и Тейлор Оуэн на основе последних данных сделали вывод, что в годы вьетнамской войны США бомбили Камбоджу гораздо интенсивнее, чем считалось ранее. Тема американских бомбардировок в течение многих десятилетий являлась предметом острой полемики, однако сегодня их роль стала ясна как никогда. Колоссальное число жертв от налетов ВВС США привело к радикализации камбоджийского общества, способствовало росту численности движения «красных кхмеров», которое до начала бомбардировок не пользовалось особой поддержкой среди мирного населения. Политика США привела к тому, что вьетнамский конфликт перекинулся на Камбоджу, обернулся государственным переворотом 1970 года, привел к усилению позиций «красных кхмеров» и, в конечном итоге, к геноциду в стране.
Книга Бена Кирнана «Кровь и грязь: всемирная история геноцида и массового уничтожения людей от Спарты до Дарфура» (англ. Blood and Soil: A World History of Genocide and Extermination from Sparta to Darfur) получила золотую педаль от Общества независимых издателей США как лучшая работа по всемирной истории 2007 года и дважды отмечена премией Немецкой ассоциации исследователей как лучшая работа по истории Третьего рейха и Холокоста в 2007 и 2008 годах. Издание этой книги на немецком языке заняло первое место среди немецкой документальной литературы.
В общей сложности работы ученого опубликованы на четырнадцати языках. Среди книг Кирнана по истории Камбоджи наиболее известны: How Pol Pot Came to Power: Colonialism, Nationalism and Communism in Cambodia, 1930–1975 (впервые опубликована в 1985), и Genocide and Resistance in Southeast Asia: Documentation, Denial and Justice in Cambodia and East Timor (2007). В 2008 году издательство Йельского университета опубликовало третье издание его книги 1996 года The Pol Pot Regime: Race, Power and Genocide in Cambodia under the Khmer Rouge, 1975–1979.

## Критика
Ранние публикации Кирнана, выпущенные до 1978 года (в особенности статья «Новости из Кампучии») был подвергнуты резкой критике со стороны общественности за предполагаемые симпатии к режиму Красных кхмеров». В дальнейшем он признал свою ошибку и в последующих публикациях стал обличать преступления Пол Пота и его клики.
Примечательно, что работы ученого вызвали шквал критики и со стороны самих Красных кхмеров. Так в 1995 году на импровизированном «суде» Бен Кирнан был заочно осужден полпотовцами «за преследования и террор против кампучийских патриотов».

## Краткая библиография
- Social Cohesion in Revolutionary Cambodia. — Australian Outlook, 1976.
- Vietnam and the Governments and People of Kampuchea. — Bulletin of Concerned Asian Scholars, 1979.
- Peasants and Politics in Kampuchea, 1942–1981. — Zed Books Ltd, 1981.
- How Pol Pot Came to Power: Colonialism, Nationalism, and Communism in Cambodia, 1930–1975. — Yale University Press, 1985. — ISBN 0-300-10262-3.
- Cambodia: The Eastern zone Massacres. — 1986.
- Cambodge: Histoire et enjeux (фр.). — Paris: L'Harmattan, 1986. — 237 p. — ISBN 978-2858026715.
- The Pol Pot Regime: Race, Power and Genocide in Cambodia under the Khmer Rouge, 1975–1979. — Yale University Press, 1996. — ISBN 0-300-09649-6.
- Le Génocide au Cambodge, 1975–1979: Race, idéologie, et pouvoir. — 1998.
- Blood and Soil: A World History of Genocide and Extermination from Sparta to Darfur. — Yale University Press, 2007. — ISBN 978-0-300-10098-3.
- Genocide and Resistance in Southeast Asia: Documentation, Denial, and Justice in Cambodia and East Timor. — Transaction Publishers, 2007. — ISBN 1-4128-0668-2.

### Рецензии
- Marshall Poe. Blood and Soil: A World History of Genocide and Extermination from Sparta to Darfur (англ.). New Books in History (10 февраля 2010). Дата обращения: 28 апреля 2015. Архивировано 17 мая 2013 года.

### Интервью
- Ben Kiernan. Behind the Peace Agreement in Cambodia // Viet Nam Generation: A Journal of Recent History and Contemporary Issues. — 1992. — Т. 3, № 4.
- P.O.V. spoke with Ben Kiernan, founder of the Yale Cambodian Genocide Program (англ.). American Documentary (22 июля 2003). Дата обращения: 28 апреля 2015. Архивировано 12 декабря 2006 года.
- Лагунина, Ирина. Через 30 лет после геноцида. Почему так долго ждали международного правосудия в Камбодже. Радио «Свобода» (28 ноября 2007). Дата обращения: 26 апреля 2015. Архивировано 26 апреля 2015 года.
- Кириленко, Анастасия. В поисках сообщников красных кхмеров. Радио «Свобода» (31 марта 2009). Дата обращения: 26 апреля 2015. Архивировано 26 апреля 2015 года.
- Khatchig Mouradian. Interview with Ben Kiernan (англ.). Aztag Daily (10 июня 2004). Дата обращения: 28 апреля 2015. Архивировано 30 сентября 2008 года.